# 3. grenadirski polk (Italija)
3. grenadirski polk Granatieri di Sardegna (izvirno italijansko 3° Reggimento Granatieri di Sardegna ) je bil grenadirski polk, ki je deloval v sestavi Kraljeve italijanske in današnje Italijanske kopenske vojske.

## Zgodovina
Leta 1976 je bil polk preoblikovan v 3. grenadirski bataljon Guardie; leta 1992 so polk obnovili, a samo v bataljonski moči.